# Friktionomrörningspunktsvetsning

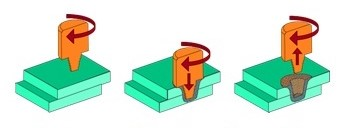
Friktionomrörningspunktsvetsningprincipen

Friktionomrörningspunktsvetsning  (engelska: Friction stir spot welding (FSSW)) är en trycksvetsningsprocess som arbetar under smältpunkten för arbetsstyckena. Det är en variant av friktionsrörsvetsning.

## Processbeskrivning

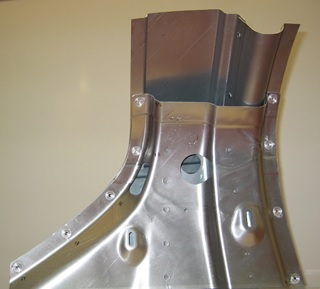
Friction stir spot welding av aluminiumplåtar

Med denna svetsmetod individuella punktsvetsar görs genom att man trycker på ett roterande verktyg med hög kraft på den övre ytan av två ark som överlappar varandra i varvleden. Friktionsvärmen och högtrycket plastificerar arbetsstycksmaterialet, så att spetsen av stiftet faller in i fogområdet mellan de två skivorna och ger upphov till oxiderna. Verktygets stift dras in i arken tills axeln är i kontakt med ytan på det övre arket. Axeln applicerar ett högt smidigt tryck, vilket binder komponenterna metallurgiskt utan smältning. Efter en kort uppehållstid dras verktyget ut av arbetsstyckena igen så att en punktsvetsning kan göras cirka var 5:e sekund.
Verktyget består av en roterande stift och en axel. Stiftet är den del av verktyget som tränger in i materialet. Både stiftet och axeln kan profileras för att pressa det mjukade materialet i en viss riktning och för att effektivt bryta upp och sprida oxidskinnen på de intilliggande ytorna. Efter att ha dragit in verktyget kvarstår ett hål vid användning av verktyg i ett stycke, vilket redan har visat sig vara mycket realiserbart inom fordons- och järnvägsindustrin. Ofta är det roterande verktyget omgivet av en icke roterande klämring, med vilken arbetsstyckena pressas fast mot varandra före och under svetsning genom att applicera en klämkraft. Spännringen kan också användas för att minska pressningen av plastiserat material för att undvika bildning av borr eller pärlor för att applicera inert gas eller för att kyla verktyget via tryckluft.
De viktigaste processparametrarna är hastigheten och kontakttrycket. Detta resulterar i dosmatningshastigheten för ett visst arbetsstycksmaterial. Moderna FSSW-punktsvetstänger kan användas antingen via positionsstyrning eller kraftstyrning eller via en produktspecifik programmerad kraftförskjutningskontroll. Ofta används positionskontroll tills en viss förskjutning uppnås, och därefter byts styrsystemet till kraftstyrning under uppehållstiden. Även under den kraftstyrda uppehållstiden kan vissa lägesvärden anges, vilka inte ska överträffas eller överskridas. 

## FSSW-punktsvetstång

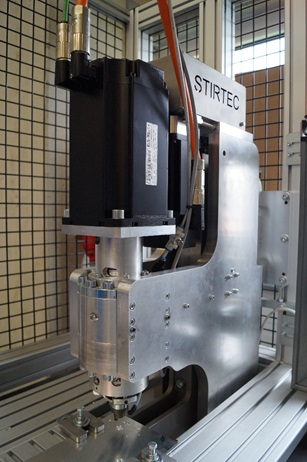
FSSW-punktsvetstång av Stirtec kopplad till en maskinram

Friktionomrörningspunktsvetsning utförs med en FSSW-punktsvetstång, som är monterad på en konsol, flänsad till en ledad robot eller manuellt manövrerad med balanser till komponenten.

## Processfördelar
Friktionomrörningspunktsvetsning kännetecknas av ett antal processfördelar. Eventuell skada på materialet som orsakas av extrem värme, som det som produceras med laser eller bågsvetsning, kommer inte att uppstå. I synnerhet när det gäller artificiellt åldrade aluminiumlegeringar är styrkan i svetssömmen och den värmebestämda zonen mycket högre än vid konventionella svetsmetoder.

## Industriell användning
Friktionsrörelsessvetsar har en hög hållfasthet, så de är även lämpliga för delar som utsätts för särskilt höga belastningar. Förutom bil- och järnvägsbyggnad utvecklar flygindustrin processen till exempel för svetsning av cockpitdörrar för helikoptrar. I den elektriska industrin kan aluminium och koppar vara friktionomrörningspunktsvetsade. Andra tillämpningar är i fasad- och möbeltillverkning, där den låga värmeingången, speciellt i anodiserade ark, leder till utmärkta optiska egenskaper.